# Alfa Legia
Alfa-Legia (of Alfa Légia) (Ateliers Liegeois pr la Fabrication d'Automobiles) was een Belgisch automerk. Het werd opgericht door H. Klinkhamers uit Luik. Op de radiateur vond je een afbeelding van het Luikse monument Le Perron. De productie begon in 1912, maar werd door de Eerste Wereldoorlog onderbroken. Pas in 1920 kwam het terug. Er waren veel Austro-Daimler-onderdelen in terug te vinden, men vermoedde dat deze van achtergebleven wagens van de Duitsers waren. De productie ging door tot in 1930.